# Fox Lake (Illinois)
Fox Lake is een plaats (village) in de Amerikaanse staat Illinois, en valt bestuurlijk gezien onder Lake County en McHenry County.

## Demografie
Bij de volkstelling in 2000 werd het aantal inwoners vastgesteld op 9178. In 2006 is het aantal inwoners door het United States Census Bureau geschat op 11.015, een stijging van 1837 (20,0%).

## Geografie
Volgens het United States Census Bureau beslaat de plaats een oppervlakte van 23,2 km², waarvan 19,0 km² land en 4,2 km² water. Fox Lake ligt op ongeveer 237 m boven zeeniveau.

## Plaatsen in de nabije omgeving
De onderstaande figuur toont nabijgelegen plaatsen in een straal van 8 km rond Fox Lake.